# 盧卡·馬丁內利
盧卡·馬丁內利（義大利語：Luca Martinelli；1988年12月20日—）是一位意大利足球運動員。在場上的位置是中後衛。他現在效力於意大利足球甲級聯賽球隊恩波利足球俱樂部。